# Bundásméh
A bundásméh (Anthophora) a mézelőméhek (Apidae) alcsaládjának egyik legnagyobb neme világszerte több mint 400-450 fajjal. Ebből jelenleg 178 faj ismert a Nyugat-Palearktikus tartományban. Nevük jelentése nem szorul magyarázatra, elnevezésüket dús szőrzetükről kapták.

## Előfordulásuk

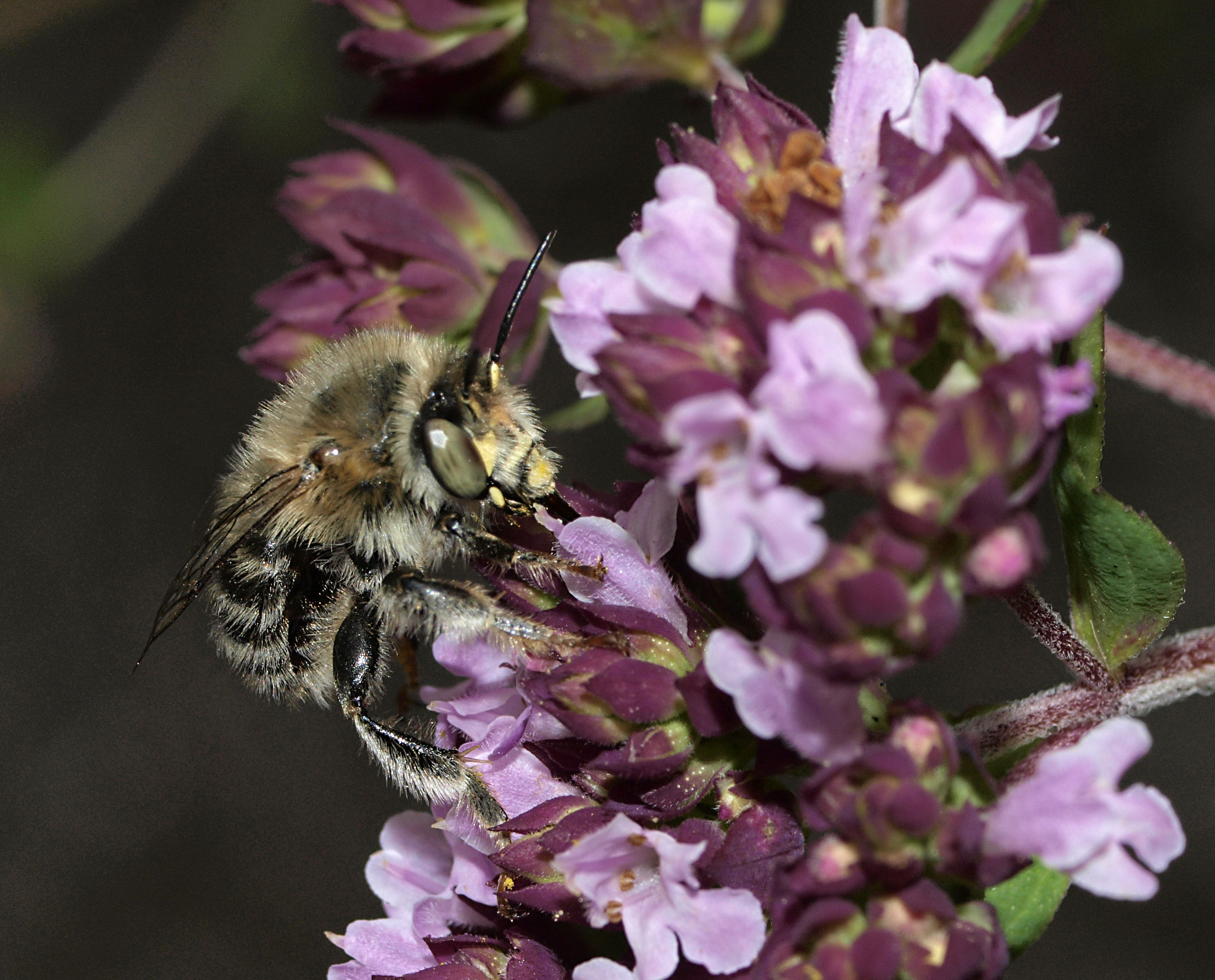
Anthophora quadrimaculata nektárt szív egy virágból

Az északi mérsékelt övi és afrikai régiókban vannak a legtöbben, és ott a legváltozatosabbak. Széles körben elterjedtek a Szubszaharai Afrikában. Európai országokban, köztük Magyarországon is elterjedt. Kelet-Afrikában különféle élőhelyeken megtalálhatók, például gyepeken, erdőkben, vizek és mocsarak melletti vidékeken, mezőgazdasági vagy part menti területeken. 

## Leírásuk

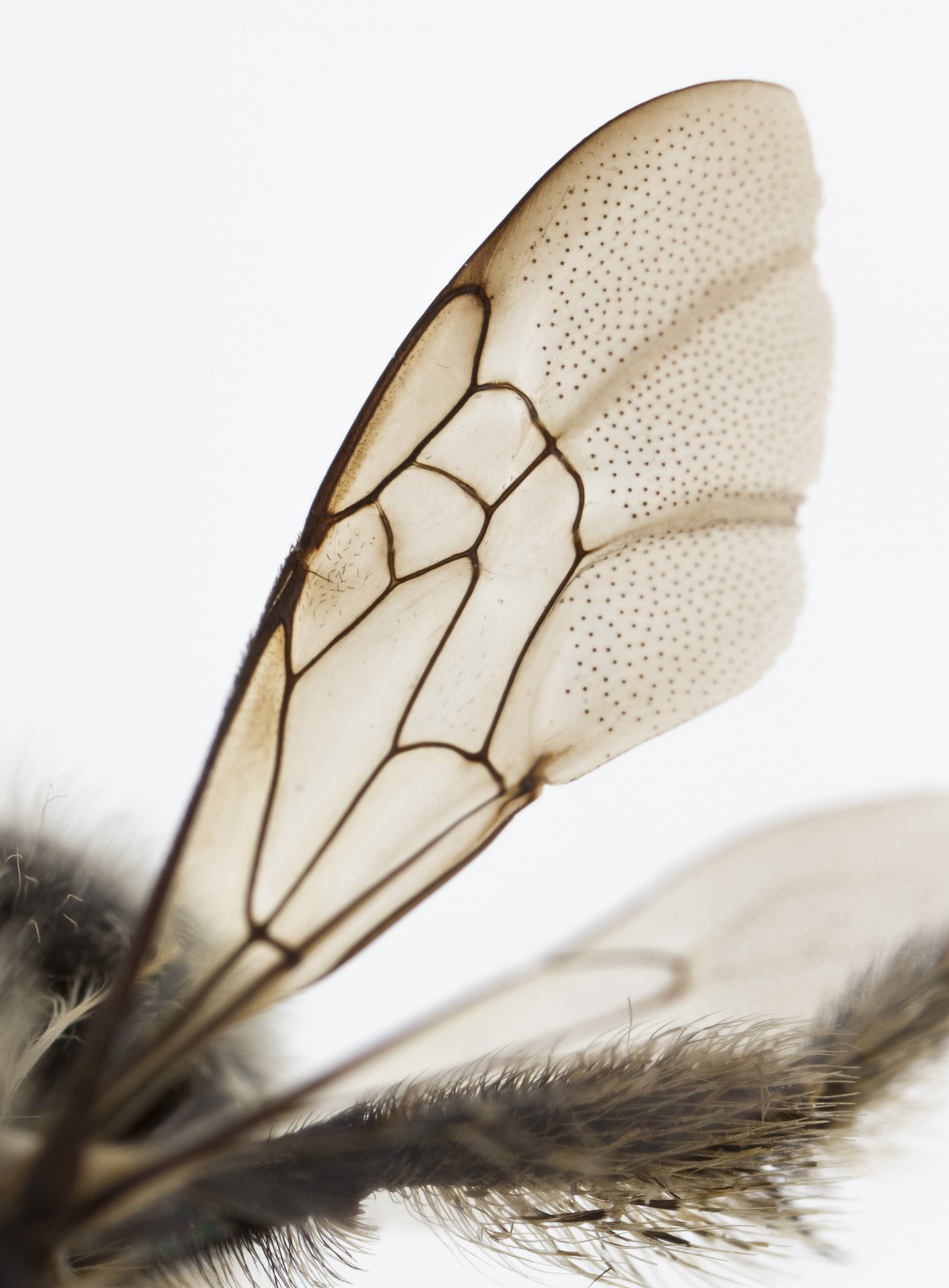
Anthophora terminalis szárnya

Toruk és potrohuk is sűrűn bundázott, amelyről nevüket is kapták. Általában 10-15 mm nagyra nőnek meg. Izmos alkatúak és robusztus felépítésűek, pollengyűjtő kosárkájuk nincsen. Könnyen azonosíthatók méretük és színük alapján. A legtöbb faj sárga arcjeggyel rendelkezik, a fekete ritkább. Mind a hímek, mind a nőstények kivételesen hosszú nyelvvel rendelkeznek, mely lehetővé teszi számukra, hogy a mély és csőszerű virágok nektárjához is hozzájuthassanak. A hímek vastag hátsó lábakkal rendelkeznek, széles pengékkel. Az ilyen lábmódosításokat a nőstény méhek párzás közbeni megfogására használják. A nőstény bundásméhek hátsó lábán hosszú szőrszálak vannak, amelyek segítségével pollent szállítanak. 

## Életmódjuk

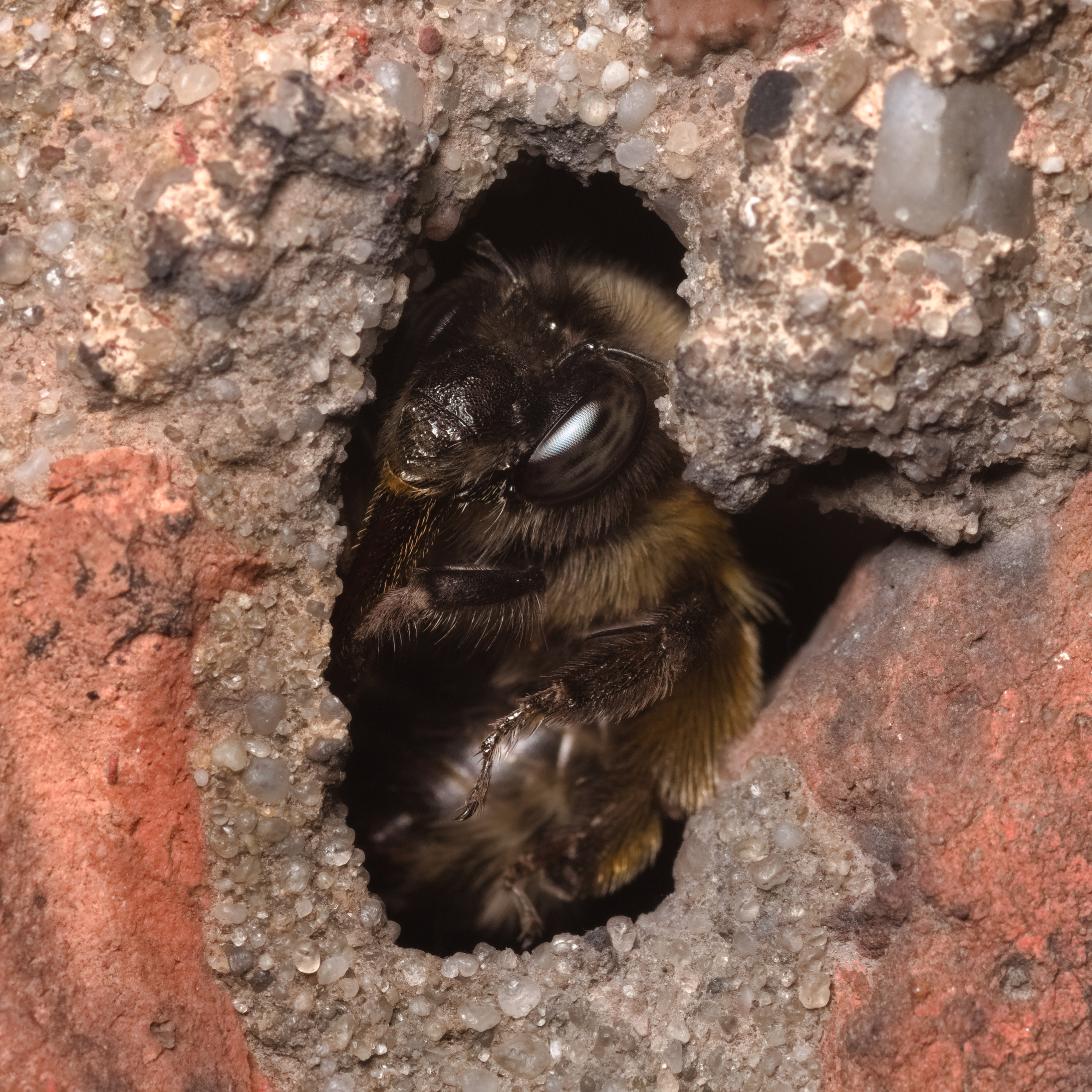
Bundásméhfaj egy téglafal habarcsának üregében

Magánosan élnek, ellentétben a társas házi méhekkel és indiai méhekkel szemben. Csöves szerkezetű fészküket száraz talajba, falrepedésekbe, agyagfalakba építik. Korhadt fákban és más üreges növényekben is áshatnak alagutakat lakhelyként. Mindazonáltal, hogy magányos életmódot élnek, gyakran csoportosak is lehetnek, hiszen szívesebben építik egymás mellé fészkeiket. Ezekből a fészkekből néha nagy csoportokat alkotnak, amelyek száma több száz vagy több ezer is lehet. Ezeket válaszfalakkal rekeszekre osztják, fészküket növényekből gyűjtött olajjal béleli ki. Kora tavasszal ezekben kel ki az új nemzedék. A nőstények erőteljesen védik fészküket a ragadozók és a parazita méhek ellen. 
Gyors repülők, egyes fajok hihetetlenül mozgékonyak. A legtöbb bundásméhfaj különböző növények virágánák széles skálájáról gyűjti a nektárt és a virágport. Viszont vannak fajok, amik csak néhány, esetleg kifejezetten csak egy növényfajra specializálódtak mint élelemforrás. Ezek a méhek hatékonyan beporozzák az olyan haszonnövényeket, mint a görögdinnye, a kávé, a veteménybab, a szezám, a maracuja és a nemes alma, ezért még hasznosnak is mondhatóak. Beporzó rovarokként nagyban hozzájárulnak a mezőgazdasági termelékenység növekedéséhez és a vadvirágok természetes biológiai sokféleségének megőrzéséhez.